# Extatosoma tiaratum
Espèce
Extatosoma tiaratum est une espèce de phasmes de la famille des Phasmatidae. 

## Description
Extatosoma tiaratum (Macleay, 1827) est un insecte hémimétabole phytophage appartenant à l'ordre des phasmoptères, originaire d'Australie (Nouvelle-Galles du Sud, sud-est et nord du Queensland). L'espèce compte deux sous-espèces ayant des répartitions géographiques similaires :
- E. tiaratum tiaratum (ou Extatosoma hopii)
- E. tiaratum bufonium (ou Extatosoma elongatum)

Extatosoma tiaratum tiaratum est également appelé phasme à tiare (ou phasme scorpion). Son élevage assez facile, sa polyphagie et son aspect caractérisé par une forte homotypie/homochromie avec une feuille morte en font un phasme incontournable en élevage, tant chez les éleveurs amateurs que chez les professionnels.

## Données sur l'élevage
Ce phasme assez polyphage se nourrit en élevage de Ronces, d'Eucalyptus, de Chêne et de Rosier. Les jeunes sont parfois plus difficiles à nourrir provoquant parfois quelques pertes. L’Eucalyptus et le Pyracantha peuvent, dans certains cas, limiter les pertes.
Ils acceptent aussi le Robinier faux-acacia, l’Églantier, l’Aulne glutineux et le Noisetier.
Ils sont majoritairement actifs la nuit.

## Galerie

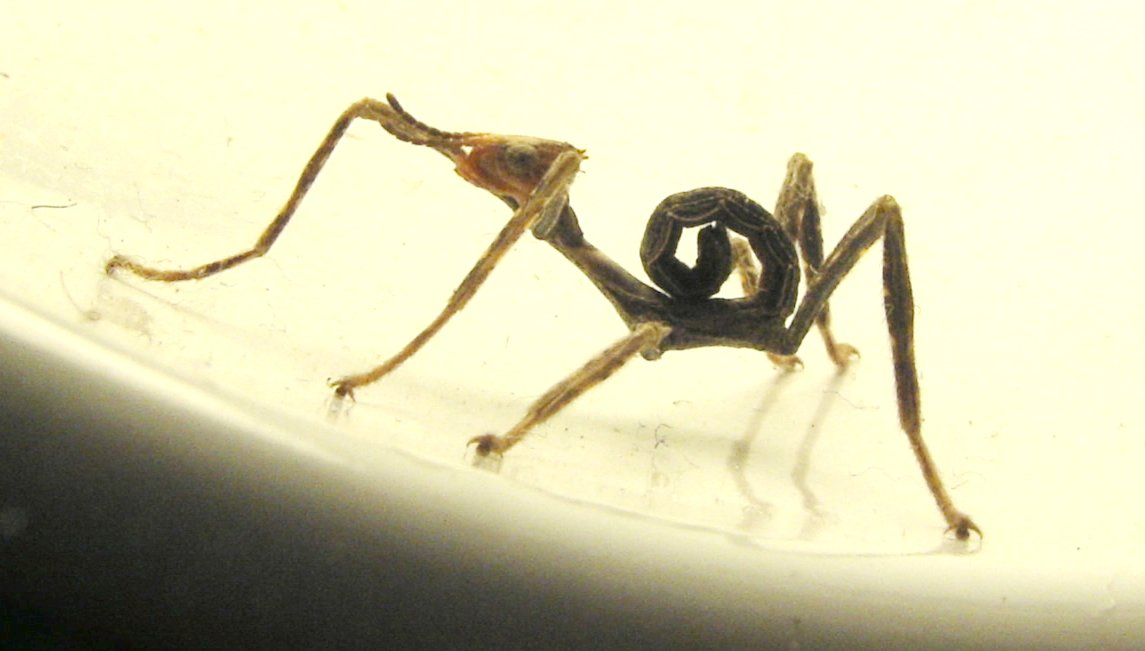
Jeune spécimen mimétique avec une fourmi.
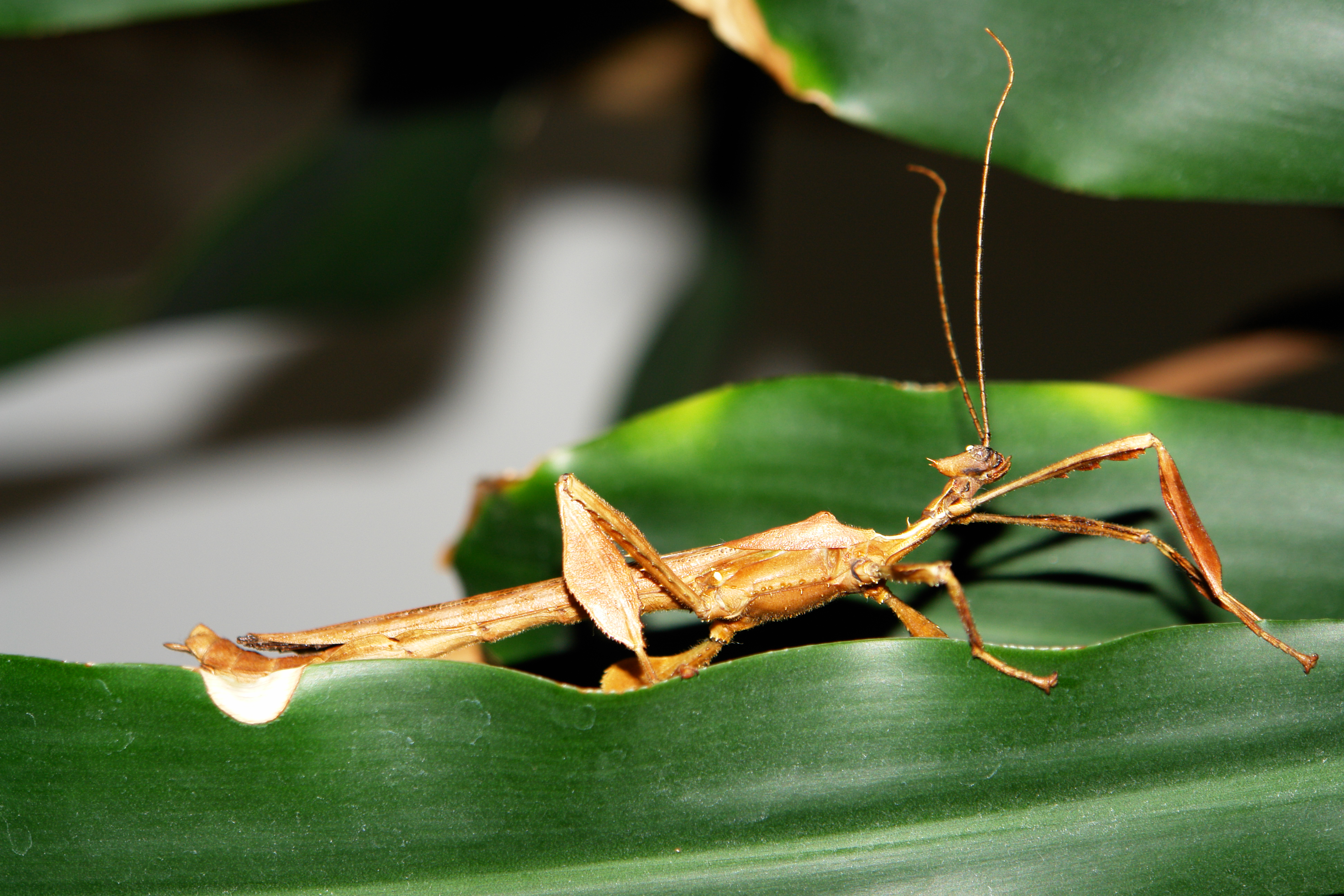
Mâle adulte.
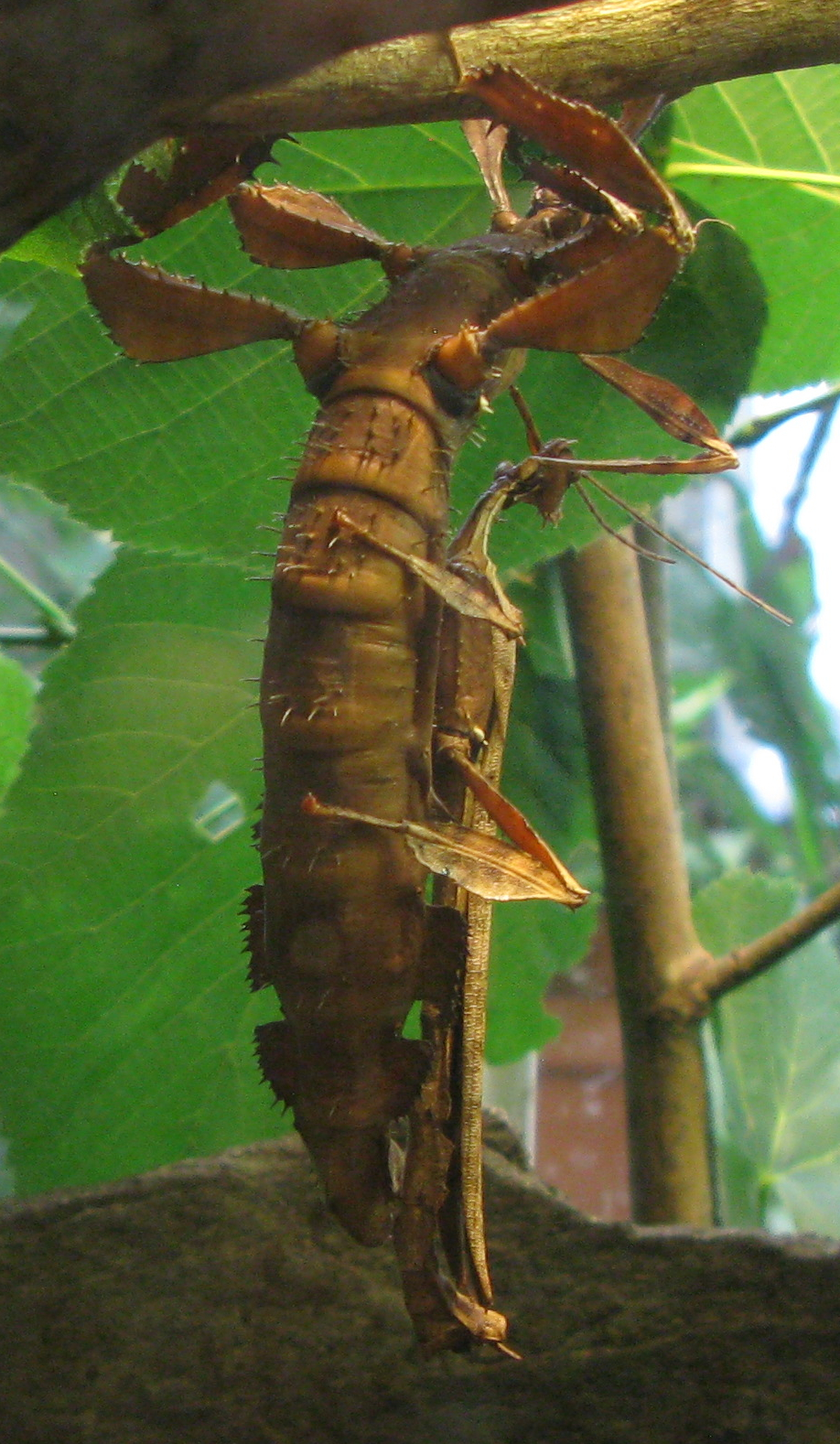
Grimpant.
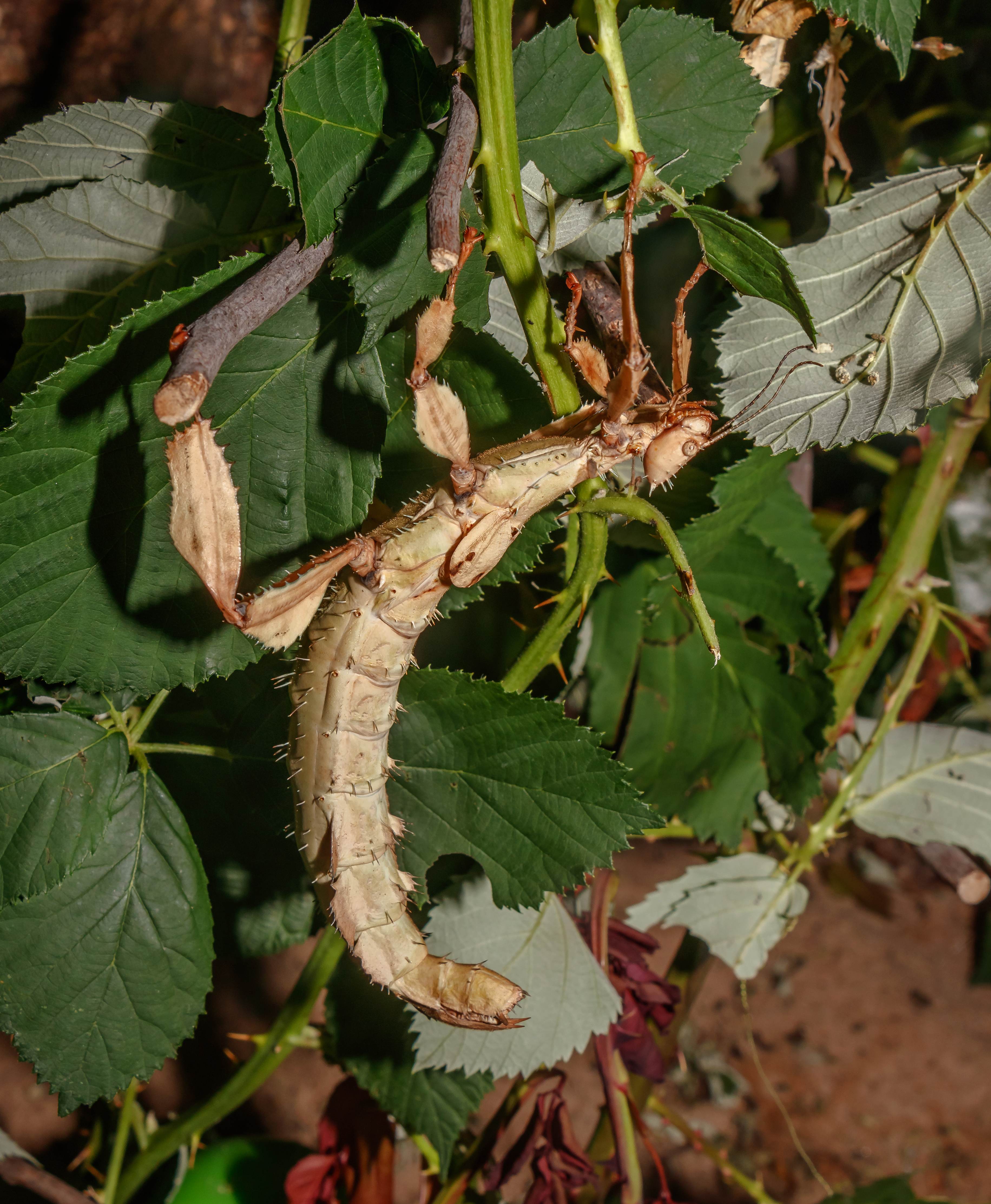
Un Extatosoma tiaratum au zoo de Karlsruhe.